# Маршал Устинов (ракетный крейсер)
«Маршал Устинов» — советский и российский ракетный крейсер (РК) дальней морской и океанской зоны, второй корабль проекта 1164 «Атлант», входит в состав Северного флота.
Ракетный крейсер построен на Судостроительном заводе имени 61 коммунара в Николаеве. Наименован в честь Министра обороны СССР Маршала Советского Союза Дмитрия Фёдоровича Устинова. Находится в строю с 1986 года. В 1994—1997, 2001 и 2011—2016 годах проходил ремонт и модернизацию.

## История
5 октября 1978 года крейсер заложен на стапеле Николаевского судостроительного завода имени 61 коммунара под наименованием «Адмирал Флота Лобов». 25 февраля 1982 года — спущен на воду.

### 1986—2011
15 сентября 1986 года — вступил в строй. 5 ноября 1986 года крейсер переименован в «Маршал Устинов» и включён в состав Краснознамённого Северного флота.
С декабря 1987 года по июнь 1988 года — выполнял задачи боевой службы в Средиземном море.
1989 год — выполнил задачи боевой службы в Средиземном море.
21 — 29 июля 1989 года — нанёс официальный визит в военно-морскую базу Норфолк, штат Вирджиния (США). 16 — 20 июля 1991 года — нанёс визит в военно-морскую базу Мэйпорт, штат Флорида (США). 30 июня — 5 июля 1993 года — нанёс визит в Галифакс (Канада).
С 1994 года по 17 декабря 1997 года крейсер проходил плановый ремонт на Петербургском акционерном обществе (АО) «Северная верфь», затянувшийся на три года. В ходе ремонта была заменена главная энергетическая установка. Основным вооружением корабля в ходе этого ремонта стали ракеты П-1000 «Вулкан», но со стартовыми двигателями от П-500 «Базальт», что ограничило максимальную дальность стрельбы.
Май 1995 года РК участвовал в качестве флагманского корабля в военно-морском параде в Санкт-Петербурге в честь 50-летия Победы в Великой Отечественной войне. Июль 1996 года — участвовал в качестве флагманского корабля в военно-морском параде в Санкт-Петербурге в честь 300-летия Российского Флота;
Январь 2001 года — навигационный ремонт на СРЗ-35 ОАО «Звёздочка». 21 февраля 2001 года над крейсером взял шефство город Минск, столица Белоруссии, делегация которой посетила стоявший в ремонте корабль. Юридически этот факт был закреплён договором, который подписали председатель Минского горисполкома и командир корабля.
С 21 сентября по 22 октября 2004 года принимал участие в дальнем походе корабельной авианосной группы Северного флота в северо-восточную часть Атлантики.
17 июля 2008 года — крейсер выполнял патрулирование вод Северного Ледовитого океана вокруг Шпицбергена, приняв смену у большого противолодочного корабля «Североморск», по причине того, что «Норвегия мешает работать в этих водах российским рыбакам».

### Капитальный ремонт и модернизация (2011—2016)
С июля 2011 года по декабрь 2016 года крейсер проходил капитальный ремонт и модернизацию на судоремонтном заводе «Звёздочка», в ходе которых был проведён ремонт корпусных конструкций корабля, механизмов винторулевой группы, главной силовой установки, общекорабельных систем крейсера, а также модернизация систем радиоэлектронного вооружения с заменой аналоговых устройств на цифровые (корабль получил трёхкоординатную РЛС дальнего обнаружения «Подберёзовик» и оптимизированную для обнаружения низколетящих целей станцию «Фрегат-М2М» с фазированными антенными решётками; модернизационные работы коснулись всех основных комплексов радиоэлектронного вооружения, в том числе и средств РЭБ).
Сроки окончания ремонта неоднократно откладывались: так, 1 декабря 2014 объявлялось, что корабль приступит к выполнению программы заводских ходовых испытаний в третьем квартале 2015 года; в декабре 2015 источники в Объединённой судостроительной корпорации сообщали что выход в море планируется не раньше, чем в июле 2016 года. В дальнейшем срок испытаний был перенесён на осень 2016 года. Заводские ходовые испытания крейсера прошли с 30 октября по 30 ноября 2016. 24 декабря корабль покинул акваторию предприятия и направился в Североморск, куда прибыл 27 декабря.

### 2017 — н. в.

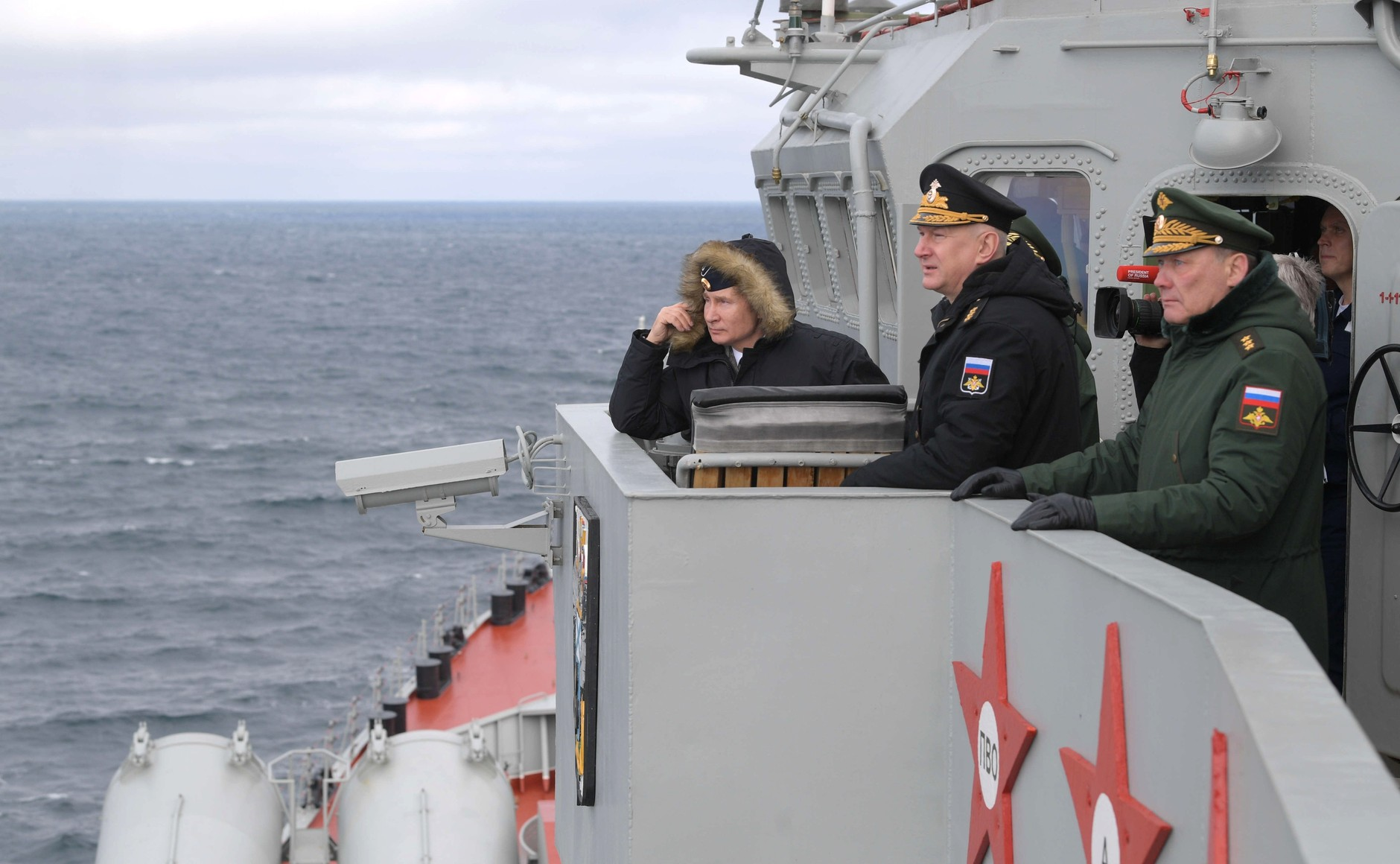
Совместные учения Северного и Черноморского флотов 9 января 2020 года. Президент РФ Владимир Путин с борта ракетного крейсера «Маршал Устинов», находящегося в Чёрном море, наблюдал за ходом совместных учений Северного и Черноморского флотов с выполнением ракетных стрельб, в том числе крылатыми ракетами «Калибр» и гиперзвуковой аэробаллистической ракетой «Кинжал». С главнокомандующим Военно-Морским Флотом Николаем Евменовым (в центре) и командующим войсками Южного военного округа Александром Дворниковым.

В апреле 2017 года крейсер вернулся в боевой строй.
12 мая 2017 года с крылатыми ракетами на борту отправился на учения в Баренцево море.
4 июля 2017 года совместно с большим противолодочным кораблём «Вице-адмирал Кулаков» совершил переход из Североморска на Балтику и 29 июля 2017 года принял участие в главном военно-морском параде в Санкт-Петербурге в честь Дня военно-морского флота.
5 декабря 2017 года выполнил учебно-боевые задачи в полигонах боевой подготовки в Баренцевом море по отражению условных воздушных атак истребителей Су-33
С 5 июля по 23 ноября 2018 года в составе отряда боевых кораблей СФ, совершил дальний морской поход. За это время крейсер побывал флагманом Главного военно-морского парада в городе Кронштадте, принял участие в межфлотских учениях ВМФ России в Балтийском и Средиземном морях, а также совершил заходы в столицу Алжира, порт Лимасол (Кипр) и испанский порт Сеута. В Средиземном море крейсер выполнял задачи с 11 августа по 12 ноября. За это время он принял участие в ряде совместных мероприятий с кораблями группировки российского ВМФ, действующей в Средиземном море на постоянной основе. За время похода экипаж крейсера провёл ряд учений по противолодочной и противовоздушной обороне, а также по оказанию помощи терпящим бедствие на море.
С 3 июля 2019 по 8 февраля 2020 года выполнял дальний морской поход. 3 июля вышел из Североморска для участия в Главном военно-морском параде в Санкт-Петербурге. Принял участие в учении Военно-Морского Флота России «Океанский щит-2019», 22 августа вошёл в акваторию Средиземного моря. 26 октября 2019 года прибыл на границу промысловой зоны Западной Сахары и Мавритании. 9 января 2020 года крейсер принял участие в совместных военных учениях Северного и Черноморского флотов в акватории Чёрного моря. На «Маршале Устинове» располагался походный штаб и находился президент Владимир Путин, который с борта крейсера наблюдал за ходом совместных учений с выполнением ракетных стрельб. Крейсер находился в дальнем морском походе 220 дней, прошёл около 42 тысяч миль (более 77 тысяч километров) и посетил Алжир, Египет, Турцию, Грецию, Кипр, Экваториальную Гвинею и ЮАР.
В первой половине февраля 2021 года дважды выходил из Североморска в Баренцево море для артиллерийских стрельб, выполнения комплексных учебно-боевых задач и обеспечения безопасности судоходства.

## Командиры
- Верегин Владимир Дмитриевич (1984—1989), капитан 1 ранга,
- Фрунза Григорий Иванович (1989—1991), капитан 2 ранга,
- Авакянц Сергей Иосифович (1991—1996), капитан 1 ранга,
- Кулиев Игорь Надырович (1996—1998), капитан 1 ранга,
- Собгайда Андрей Владимирович (1998—2002), капитан 1 ранга,
- Жуга Сергей Юрьевич (2002—2005), капитан 1 ранга,
- Кравченко Павел Михайлович (2005—2008), капитан 1 ранга,
- Неклюдов Игорь Владиславович (2008—2011), капитан 1 ранга,
- Алантьев Сергей Геннадьевич (2011—2018), капитан 1 ранга,
- Кузьмин Владимир Вячеславович (2018—2020), капитан 1 ранга.
- Кривогузов Андрей Юрьевич[25] (2020 — н. в.), капитан 2 ранга.
- Емельяненко Максим Александрович[источник не указан 546 дней] (2023 — н. в.), капитан 1 ранга.

## Параметры
Кораблестроительные элементы
- Водоизмещение — 11280 т
- Длина — 186,5 м
- Ширина — 20,8 м
- Высота от киля до клотика — 42,5 м
- Осадка наибольшая — 7,6 м
- Мощность ГЭУ (главной энергетической установки) — газотурбинный, 4х22500 л.с + COGAS 2 х 10000 л. с. (ГЭУ разработана и изготовлена ГП НПКГ «Зоря» — «Машпроект»)

Ходовые характеристики
- Скорость хода — 32 узла (60 км/ч)
- Дальность плавания — 7500 миль (13900 км)
- Автономность — 30 суток
- Экипаж — 476 (510) человек, в том числе 62 офицера.

Вооружение
Основное вооружение корабля — 16 пусковых установок крылатых ракет «П-1000 Вулкан».

## Фотогалерея

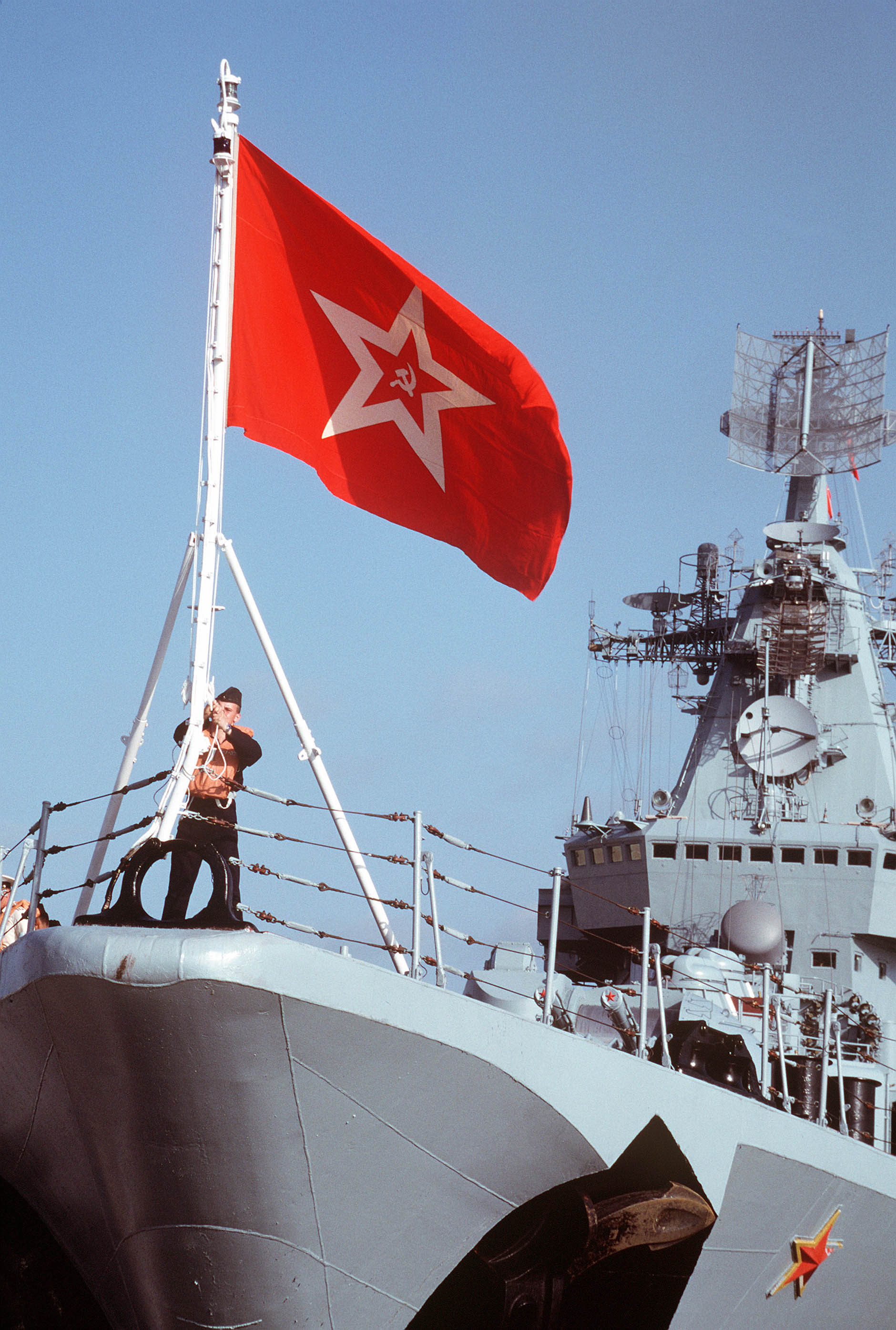
Гюйс-шток с гюйсом ВМФ СССР, на ракетном крейсере «Маршал Устинов».
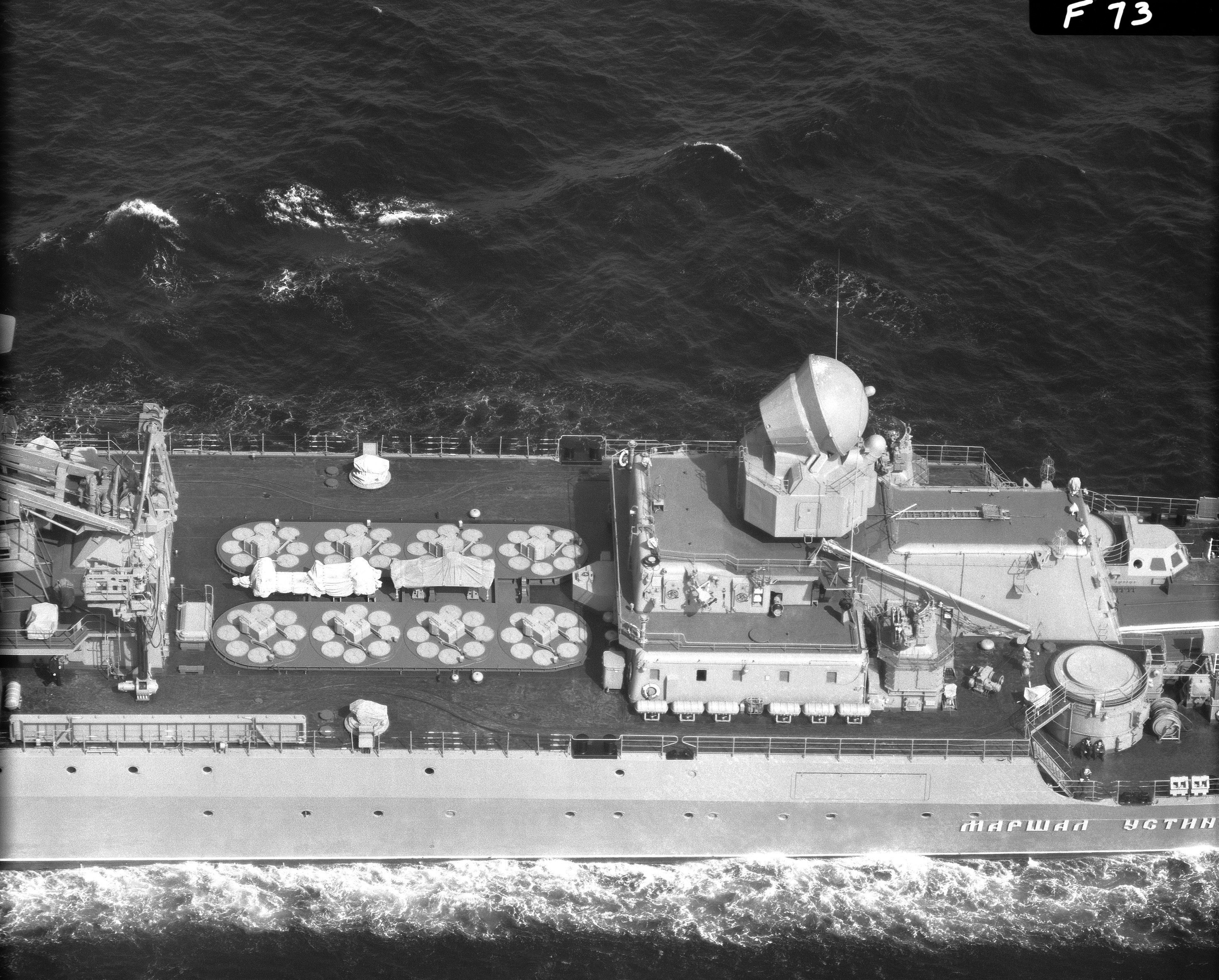
Пусковые установки ЗРК С-300Ф «Форт»
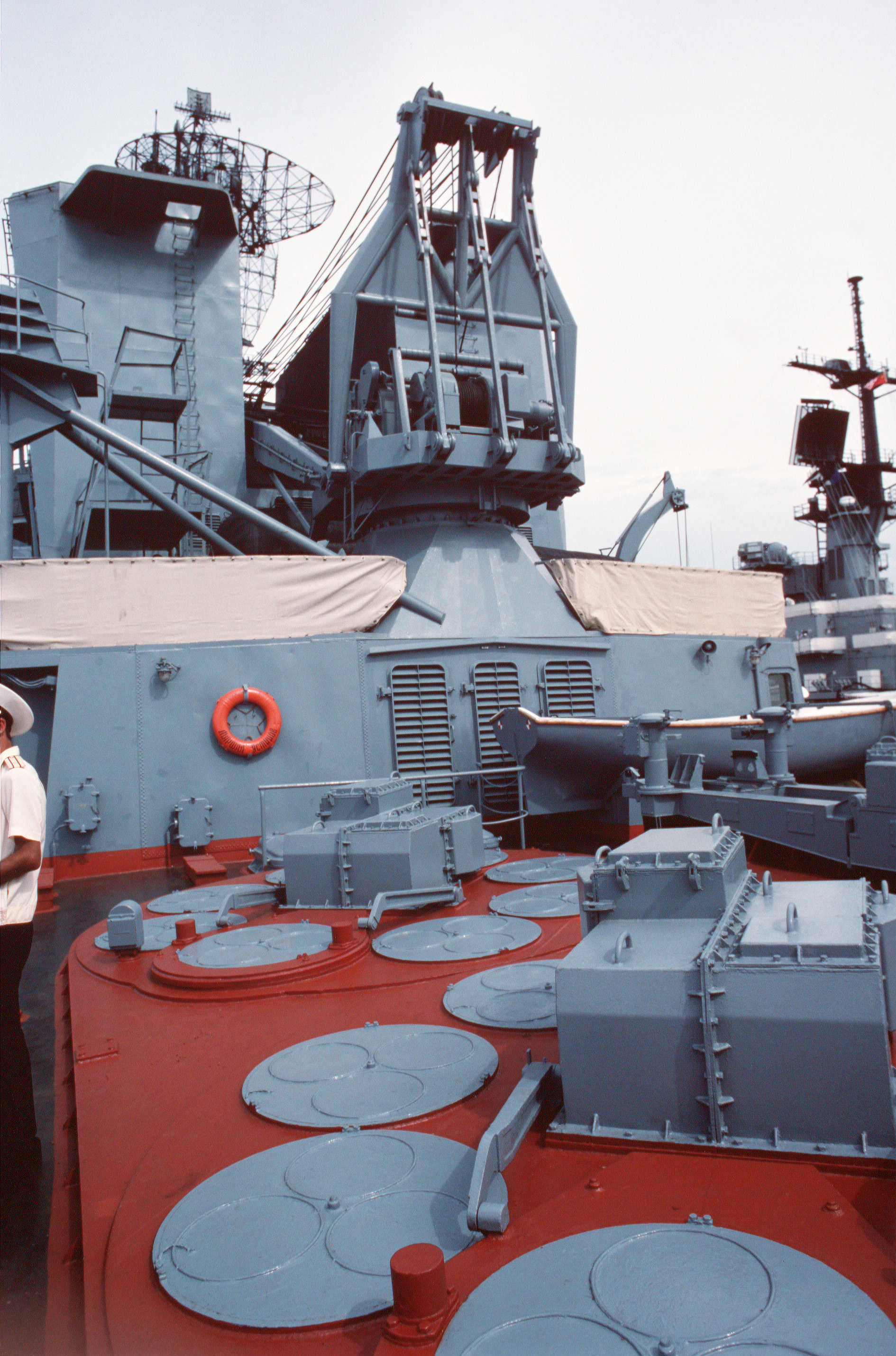
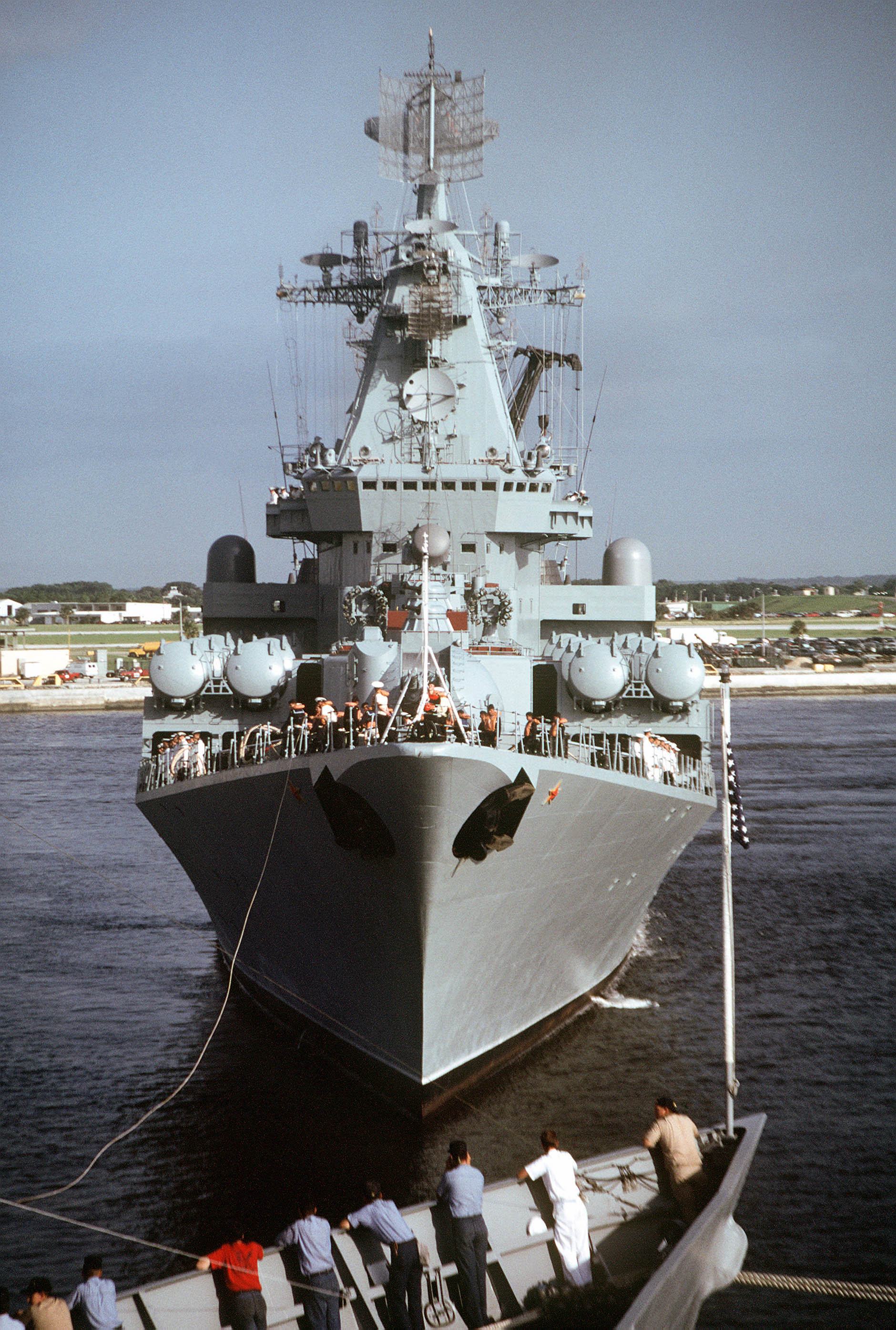
«Маршал Устинов» в Мейпорте (США), 16 июля 1991 года.
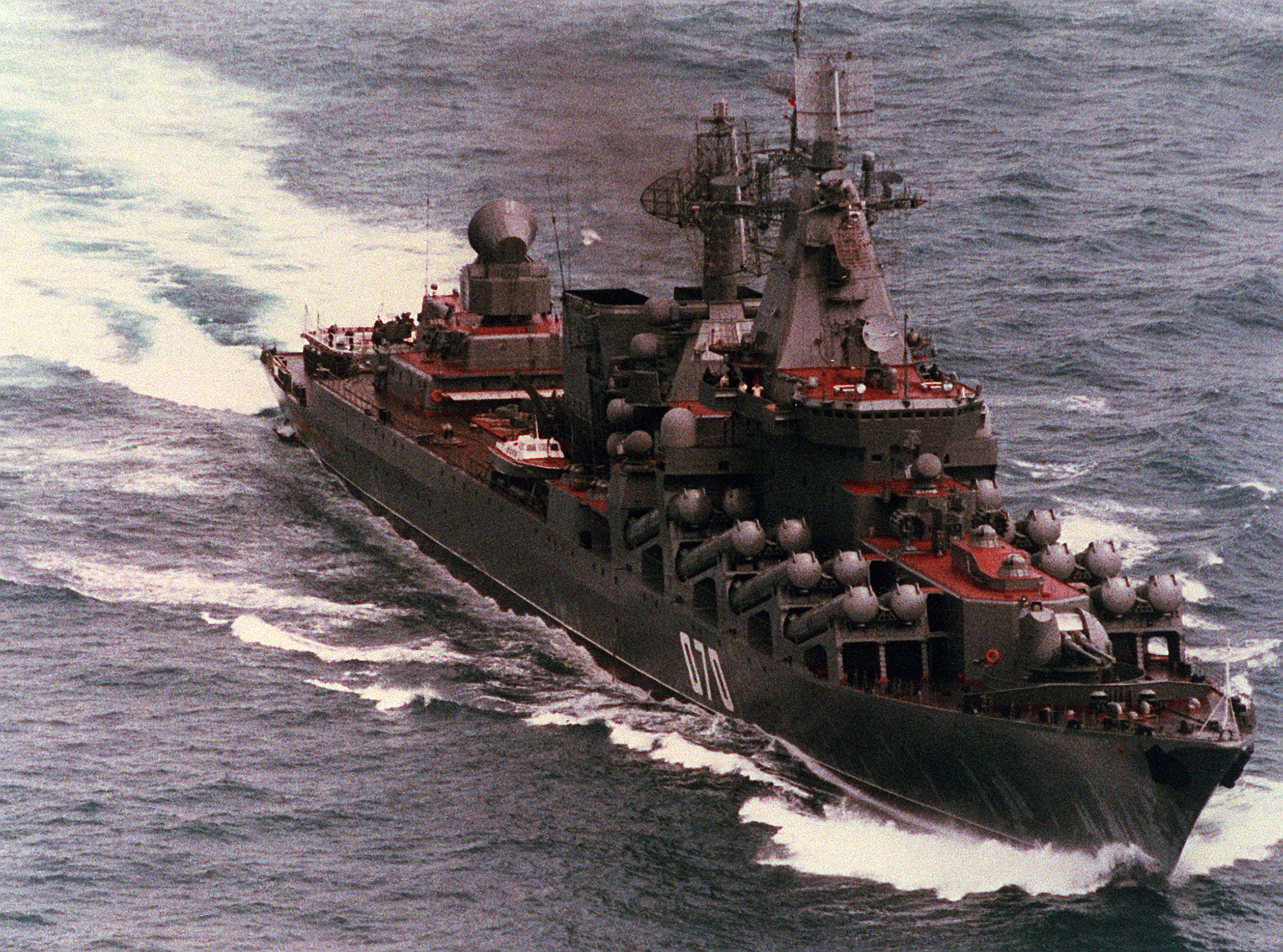
«Маршал Устинов» в северной Атлантике, июнь 1993 года.
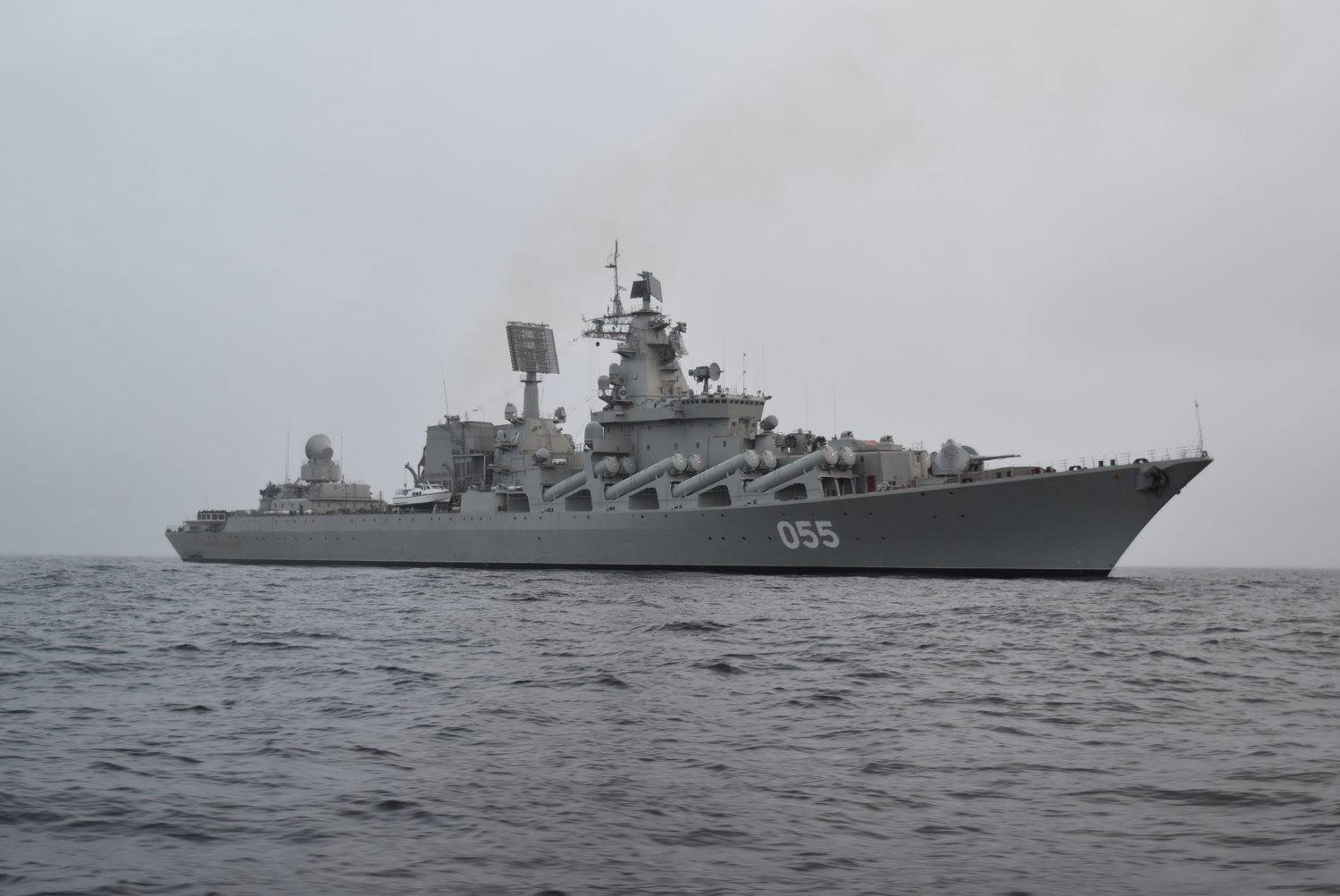
«Маршал Устинов» в Баренцевом море, 2017 год